# Notojima
Notojima (能登島 Noto-jima) là một đảo núi lửa trong vịnh Nanao (七尾湾) thuộc biển Nhật Bản, cách bờ biển tỉnh Ishikawa chưa tới 500 m. Notojima về hành chính là một phần thành phố Nanao. Có hai cây cầu nối 'Notojima' với đất liền. Điểm cao nhất trên đảo là đỉnh núi Yomurazuka  196,8 m (646 ft). Trên đảo có trường tiểu học và trung học.

## Lịch sử
- 1 tháng 2, 1955 - ba ngôi làng trên đảo hợp nhất thành thị trấn Notojima
- 1982 - cầu lớn Notojima (能登島大橋 Notojima ohashi?) hoàn thành (cầu nam)
- 1999 - cầu đôi Noto (ツインブリッジ能登 Tsuinburijji Noto?) hoàn thành (cầu bắc)
- 1 tháng 10, 2004 - thị trấn Notojima hợp nhất vào thành phố Nanao và vườn quốc gia Noto Hantō.
- 25 tháng 3, 2007 - xảy ra một vụ động đất đạt 6,9 theo thang độ lớn mô men.